# Kulturforum

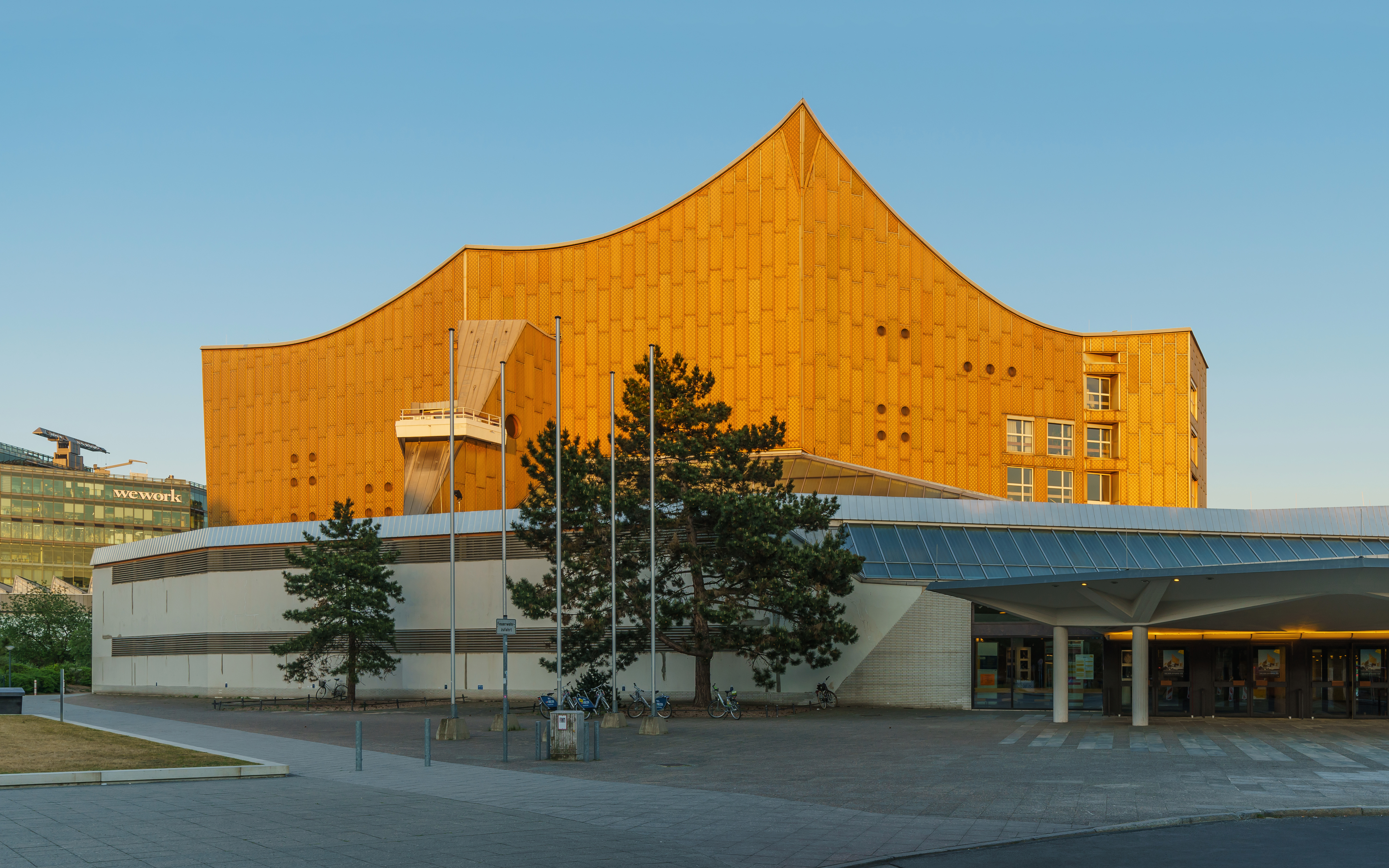
Filarmónica de Berlín, del arquitecto Hans Scharoun

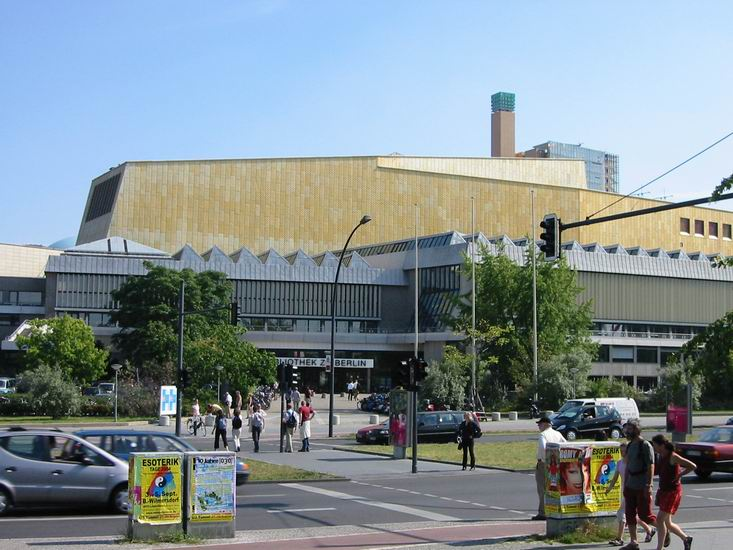
Biblioteca Estatal de Berlín, diseñado por Hans Scharoun

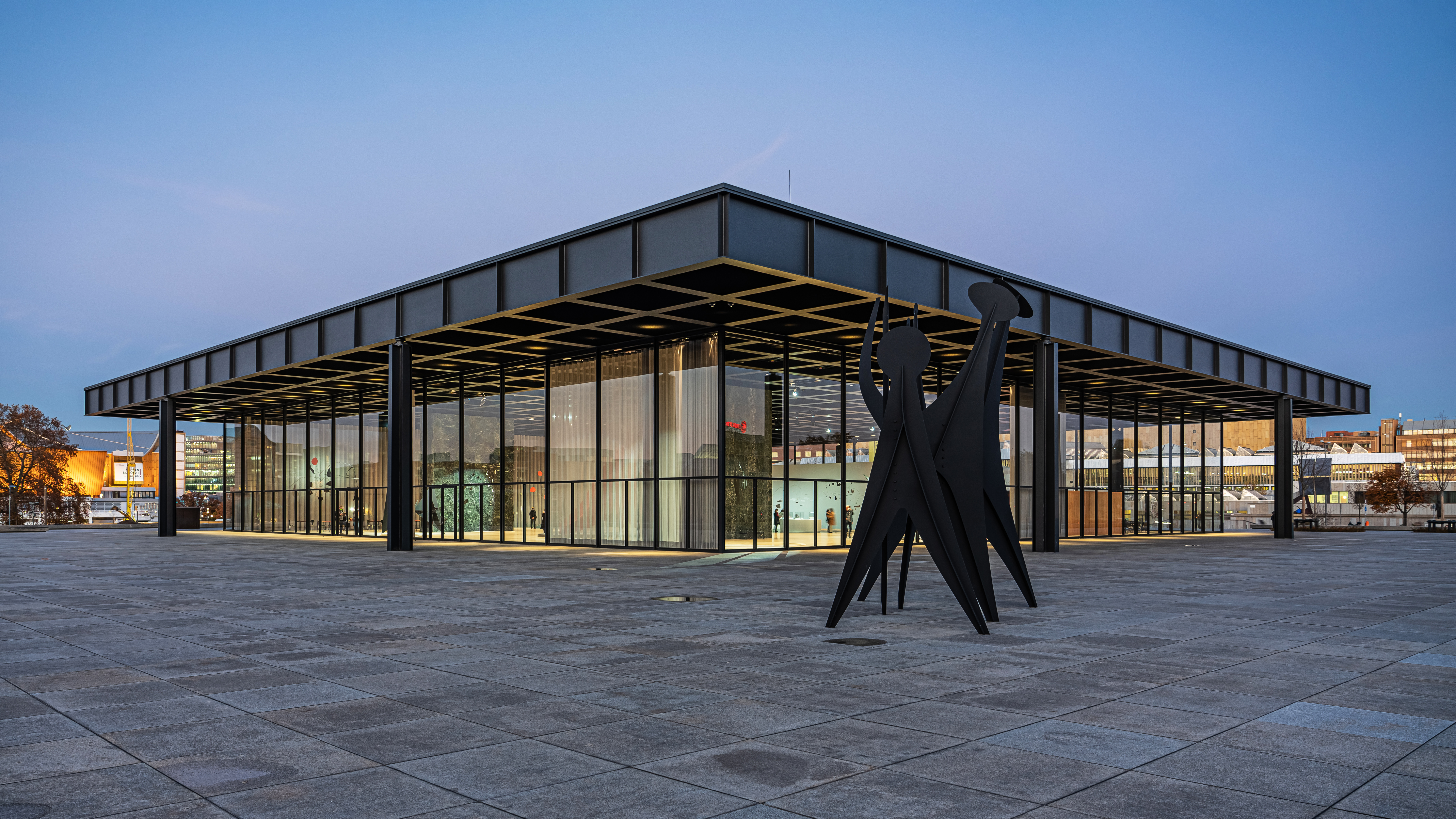
Nueva Galería Nacional de Berlín, diseñada por Mies van der Rohe

El Kulturforum es un conjunto de edificios culturales en Berlín, Alemania.
Tras la Segunda Guerra Mundial y la posterior división de la ciudad la mayoría de colecciones de museos se encontraban en el Berlín Este, por lo que se elaboró un plan para crear una nueva área cultural en el Berlín Occidental, cerca de Potsdamer Platz.